# Myriopteris lanosa
Myriopteris lanosa är en kantbräkenväxtart som först beskrevs av Michx., och fick sitt nu gällande namn av Grusz och Windham. Myriopteris lanosa ingår i släktet Myriopteris och familjen Pteridaceae. Inga underarter finns listade.